# Pont-l'Abbé-d'Arnoult
Pour les articles homonymes, voir Pont-l'Abbé (homonymie) et Arnoult.
Pont l'Abbé d'Arnoult est une commune du Sud-Ouest de la France, située dans le département de la Charente-Maritime (région Nouvelle-Aquitaine).
Ses habitants sont appelés les Pontilabiens et les Pontilabiennes.
Avant le décret du 2 mars 1962 qui lui a donné son nom actuel, elle s’appelait simplement Pont-l'Abbé, et Pont-Libre durant la Révolution française.
Par ordonnance du 13 novembre 1825, les anciennes communes de Saint-Michel-de-la-Nuelle et de La Chaume furent rattachées à Pont-l'Abbé.

## Géographie
La commune de Pont l'Abbé d'Arnoult est située dans le centre-ouest du département de la Charente-Maritime, dans l'ancienne province de Saintonge. Comme tout le département, appartenant au Midi atlantique, au cœur de l'Arc atlantique -, cette commune est partie intégrante du Grand Sud-Ouest français, et est parfois également incluse dans un Grand Ouest.
Pont-l'Abbé d'Arnoult est, comme son nom l'indique, arrosé par le petit cours de l'Arnoult qui est un affluent de rive gauche de la Charente. Canalisé depuis 1812, l'Arnoult qui prend sa source aux Fontaines de Rétaud a vu se développer le long de ses rives une activité agricole, artisanale et commerciale dans sa riche vallée maraîchère. Il se jette dans le canal de la Charente à la Seudre.
Pont-l'Abbé-d'Arnoult réunit aujourd'hui les activités et les équipements nécessaires pour répondre aux besoins d'un centre économique, associatif et culturel en milieu rural.
La commune est l'une des étapes de deux sentiers de grandes randonnées balisés, le GR 4 et le GR 360.

### Communes limitrophes
| Champagne | Sainte-Radegonde      | Beurlay                 |
| Champagne | Pont-l'Abbé-d'Arnoult | Saint-Sulpice-d'Arnoult |
| Champagne | Sainte-Gemme          | Saint-Sulpice-d'Arnoult |

## Urbanisme

### Typologie
Au 1er janvier 2024, Pont l'Abbé d'Arnoult est catégorisée commune rurale à habitat dispersé, selon la nouvelle grille communale de densité à 7 niveaux définie par l'Insee en 2022.
Elle est située hors unité urbaine. Par ailleurs la commune fait partie de l'aire d'attraction de Rochefort, dont elle est une commune de la couronne,. Cette aire, qui regroupe 33 communes, est catégorisée dans les aires de 50 000 à moins de 200 000 habitants,.

### Occupation des sols
L'occupation des sols de la commune, telle qu'elle ressort de la base de données européenne d’occupation biophysique des sols Corine Land Cover (CLC), est marquée par l'importance des territoires agricoles (80,9 % en 2018), en diminution par rapport à 1990 (84,8 %). La répartition détaillée en 2018 est la suivante : 
terres arables (52,1 %), zones agricoles hétérogènes (26,1 %), zones urbanisées (10,1 %), forêts (9 %), prairies (2,7 %). L'évolution de l’occupation des sols de la commune et de ses infrastructures peut être observée sur les différentes représentations cartographiques du territoire : la carte de Cassini (XVIIIe siècle), la carte d'état-major (1820-1866) et les cartes ou photos aériennes de l'IGN pour la période actuelle (1950 à aujourd'hui).

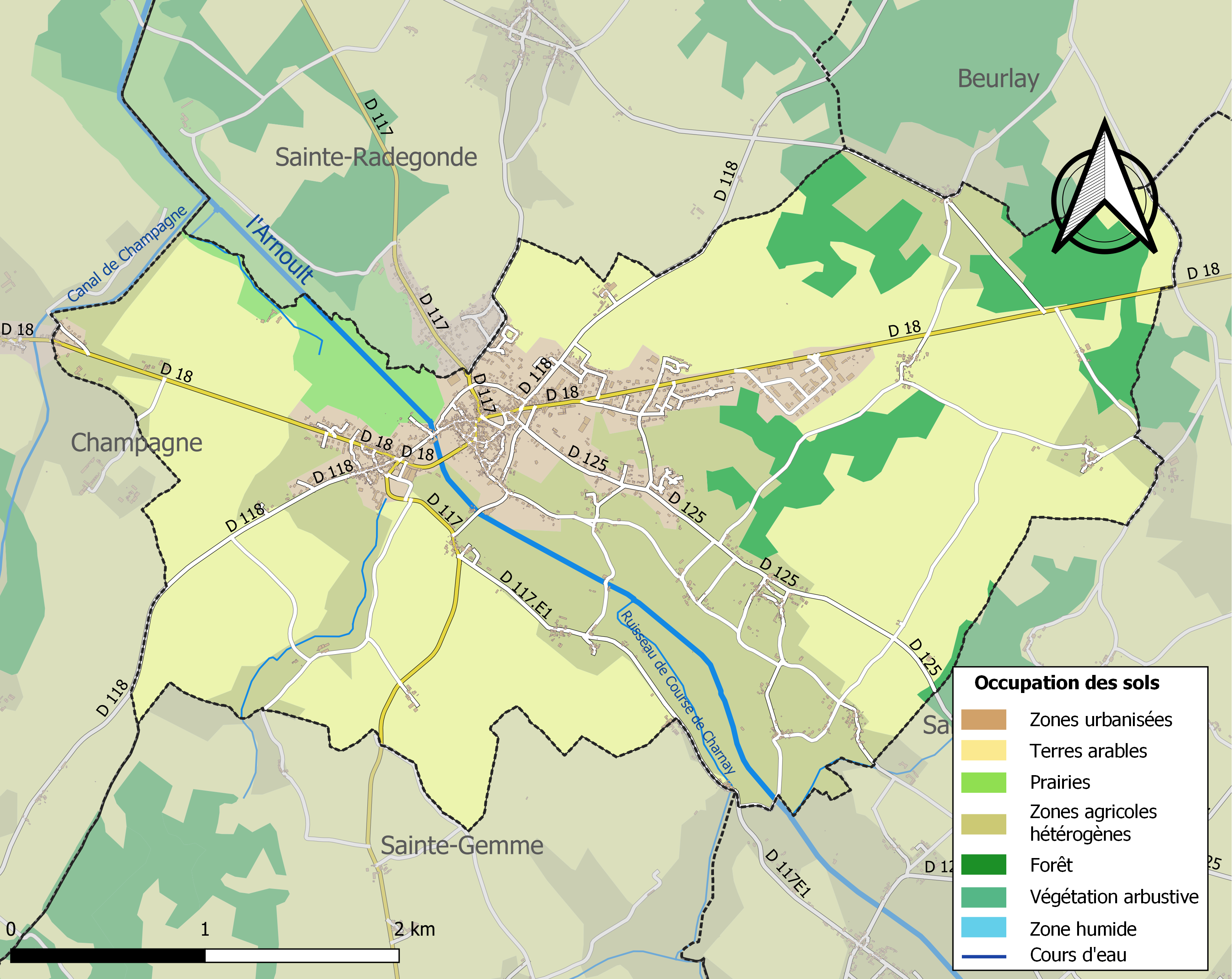
Carte des infrastructures et de l'occupation des sols de la commune en 2018 (CLC).

### Risques majeurs
Le territoire de la commune de Pont-l'Abbé-d'Arnoult est vulnérable à différents aléas naturels : météorologiques (tempête, orage, neige, grand froid, canicule ou sécheresse), inondations, mouvements de terrains et séisme (sismicité faible). Il est également exposé à un risque technologique, le transport de matières dangereuses. Un site publié par le BRGM permet d'évaluer simplement et rapidement les risques d'un bien localisé soit par son adresse soit par le numéro de sa parcelle.

#### Risques naturels
Certaines parties du territoire communal sont susceptibles d’être affectées par le risque d’inondation par débordement de cours d'eau, notamment l'Arnoult. La commune a été reconnue en état de catastrophe naturelle au titre des dommages causés par les inondations et coulées de boue survenues en 1982, 1993, 1999, 2000, 2010 et 2020,.

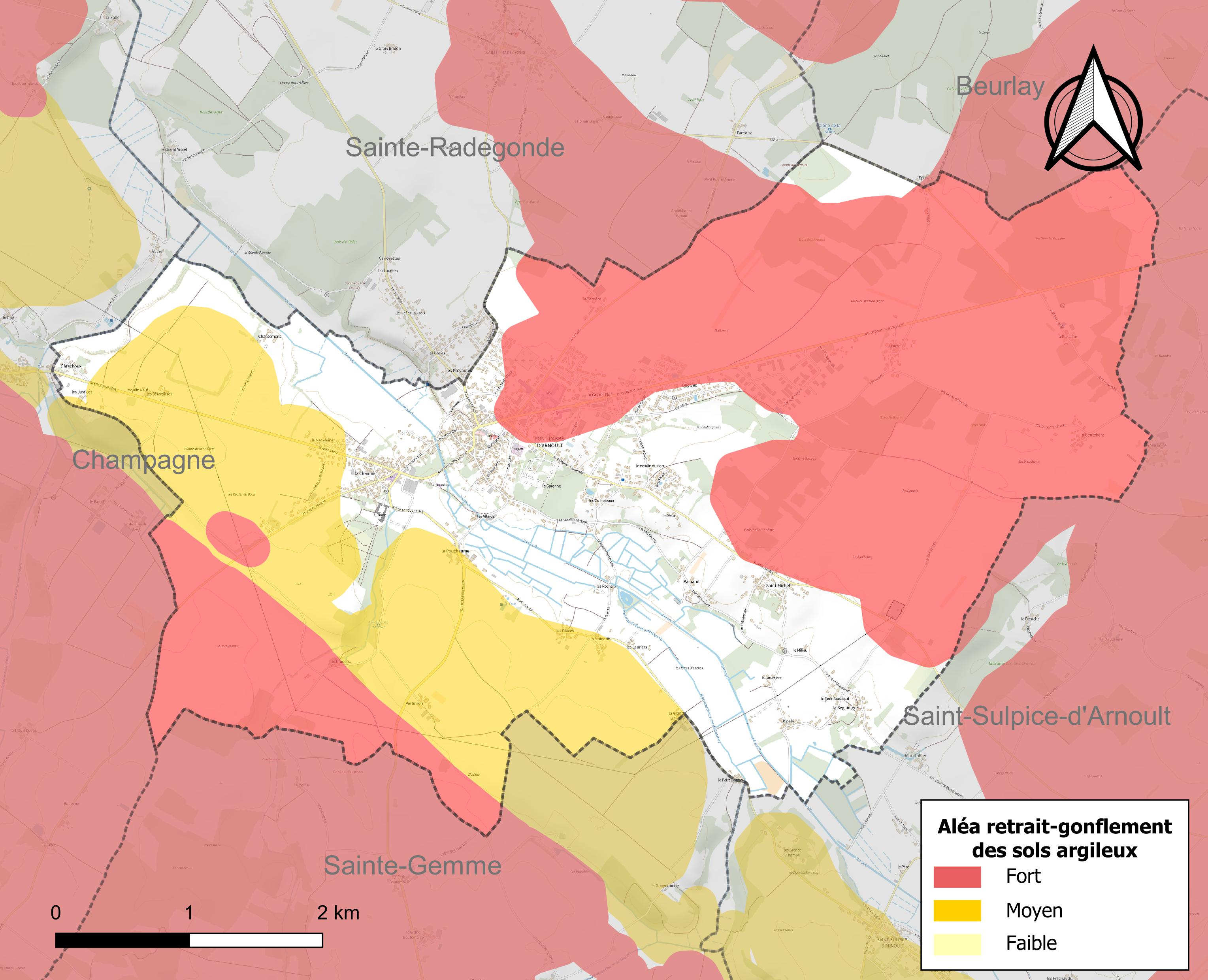
Carte des zones d'aléa retrait-gonflement des sols argileux de Pont-l'Abbé-d'Arnoult.

Les mouvements de terrains susceptibles de se produire sur la commune sont des tassements différentiels.
Le retrait-gonflement des sols argileux est susceptible d'engendrer des dommages importants aux bâtiments en cas d’alternance de périodes de sécheresse et de pluie. 69,1 % de la superficie communale est en aléa moyen ou fort (54,2 % au niveau départemental et 48,5 % au niveau national). Sur les 902 bâtiments dénombrés sur la commune en 2019, 295 sont en aléa moyen ou fort, soit 33 %, à comparer aux 57 % au niveau départemental et 54 % au niveau national. Une cartographie de l'exposition du territoire national au retrait gonflement des sols argileux est disponible sur le site du BRGM,.
Par ailleurs, afin de mieux appréhender le risque d’affaissement de terrain, l'inventaire national des cavités souterraines permet de localiser celles situées sur la commune.
Concernant les mouvements de terrains, la commune a été reconnue en état de catastrophe naturelle au titre des dommages causés par la sécheresse en 1989, 1991, 2003 et 2005 et par des mouvements de terrain en 1999 et 2010.

#### Risques technologiques
Le risque de transport de matières dangereuses sur la commune est lié à sa traversée par une ou des infrastructures routières ou ferroviaires importantes ou la présence d'une canalisation de transport d'hydrocarbures. Un accident se produisant sur de telles infrastructures est susceptible d’avoir des effets graves sur les biens, les personnes ou l'environnement, selon la nature du matériau transporté. Des dispositions d’urbanisme peuvent être préconisées en conséquence.

## Histoire

### Une origine liée à sa situation géographique
Pont-l'Abbé, ancien nom de la commune, a deux interprétations différentes quant à son étymologie, mais elles sont liées à sa situation géographique. Généralement, le premier sens qui lui est attribué dérive du latin pontem lapidum qui signifie pont de pierre, ou pontum labium ou labeum contraction de labatum, pont coupé ou détruit ; ces deux significations seraient en rapport avec sa situation originelle sur un lieu de passage ou commandant le franchissement d'un fleuve.
Cependant, une autre interprétation lui attribue le nom de  Ponti-Labium en latin « lèvre de mer ». Pont-l'Abbé était alors situé au bord d'un vaste et profond estuaire marin dit estuaire de l'Arnoult, qui fit peu à peu place à des marais à la fin de l'Antiquité tardive ou au début du Moyen Âge.

### Développement au Moyen Âge
En 1047, Geoffroy Martel comte d'Anjou, fait apparaître officiellement le bourg dans l'histoire, en dotant Pont-l'Abbé de l'église Saint-Pierre, le prieuré, ainsi que de nombreuses terres qu'il concédera par la suite à l'abbaye Sainte-Marie des Dames de Saintes.
L'église Saint-Pierre et le prieuré ont été fondés au XIIe siècle, le bourg fut fortifié au XIIIe siècle avec la porte de ville (poterne/porche : imposant portique flanqué de deux tours cylindriques), les douves, les souterrains. Tous ces édifices témoignent d'une histoire mouvementée de 300 ans, opposant les abbesses de Saintes et l'occupant anglais (siège en 1345), entre les XIIe et XIVe siècles (première mention : en 1040).

### Pont-l'Abbé dans la tourmente duXVIesiècle
Pendant les guerres de Religion, l'église a été incendiée.
Pont l'Abbé a été le centre de ralliement des armées protestantes : Jeanne d'Albret et Henri de Navarre (futur Henri IV) y passèrent en 1569, accompagnés des chefs protestants.

### Pont-l'Abbé dans la période contemporaine
René Caillié, explorateur français né à Mauzé-sur-le-Mignon en 1799 est enterré à Pont-l'Abbé en 1838.
En 1812, des travaux de canalisation du cours aval de l'Arnoult sont entrepris et jettent les bases d'une importante activité maraîchère où Pont-l'Abbé et la vallée de l'Arnoult se spécialisent dans la production de légumes dont les fameux haricots blancs.
En 1838 fut inhumé Jean Martin Bienassis (dit Saintonge la Liberté). Ce chaudronnier participa à la prise de la Bastille. Il se trouvait probablement par hasard à Paris ce 14 juillet 1789 dans le cadre de son tour de France. Il n'avait en effet pas encore 23 ans. Tel Cincinnatus, Jean Martin Bienassis regagna sa Saintonge, y reprit son métier et mourut 49 ans plus tard.

## Administration

### Liste des maires
| Période                                  | Période  | Identité                       | Étiquette   | Qualité                                                                     |
| ---------------------------------------- | -------- | ------------------------------ | ----------- | --------------------------------------------------------------------------- |
|                                          | 1790     | René Louis Chaillou            |             |                                                                             |
| 1793                                     | 1799     | Pierre Claveau                 |             |                                                                             |
| 1799                                     | 1805     | François Pierre Deviaud-Fleury |             |                                                                             |
| 1805                                     | 1808     | André-Maurice Rejou            |             |                                                                             |
| 1808                                     | 1811     | Jean François Benjamin Fourre  |             |                                                                             |
| 1811                                     | 1838     | Pierre François Corbinaud      |             | Notaire                                                                     |
| 1838                                     | 1841     | Eutrope Hyacinthe Massiou      |             | Officier de santé de la Marine                                              |
| 1841                                     | 1848     | Pierre François Corbinaud      |             | Notaire                                                                     |
| 1848                                     | 1852     | Charles Mongin                 |             |                                                                             |
| 1852                                     | 1876     | Jean-Auguste-Léon Fourre       |             |                                                                             |
| 1876                                     | 1881     | Jacques Gilbert                |             |                                                                             |
| 1881                                     | 1884     | Benjamin Augustin Beal         |             |                                                                             |
| 1884                                     | 1889     | Jacques Théodore Gilbert       | Républicain | Conseiller général du canton de Saint-Porchaire (1883-1885)                 |
| 1889                                     | 1905     | Théodore Hyacinthe Gilbert     |             | Médecin                                                                     |
| 1905                                     | 1919     | Anatole Roussie                |             | Brasseur - Conseiller d'arrondissement                                      |
| 1919                                     | 1919     | Louis Dumas                    |             |                                                                             |
| 1919                                     | 1940     | Jules Favre                    |             | Agriculteur et marchand de porcs                                            |
| 1940                                     | 1941     | Charles Lonceint               |             |                                                                             |
| 1941                                     | 1944     | Charles Lonceint               |             | Président de la délégation spéciale, nommé conseiller départemental en 1943 |
| 1944                                     | 1945     | Jules Favre                    |             | Président de la délégation spéciale                                         |
| 1945                                     | 1977     | Bernard Chambenoit             | Rad.ind.    | Meunier - Conseiller général du canton de Saint-Porchaire (1945-1970)       |
| 1977                                     | 1983     | Claude Mithonneau              | DVD         | Instituteur - Conseiller général du canton de Saint-Porchaire (1970-1982)   |
| 1983                                     | 2008     | Claude Meunier                 | MPF         | Médecin - Conseiller régional                                               |
| 2008                                     | 2020     | Didier Mayau                   | DVD         | Retraité Fonction publique                                                  |
| 2020                                     | En cours | Alexandre Schneider            | LR          | Conseiller départemental du canton de Saint-Porchaire (depuis 2022)         |
| Les données manquantes sont à compléter. |          |                                |             |                                                                             |

### Région
À la suite de la réforme administrative de 2014 ramenant le nombre de régions de France métropolitaine de 22 à 13, la commune appartient depuis le 1er janvier 2016 à la région Nouvelle-Aquitaine, dont la capitale est Bordeaux. De 1972 au 31 décembre 2015, elle a appartenu à la région Poitou-Charentes, dont le chef-lieu était Poitiers.

### Jumelages
La ville de Pont l'Abbé d'Arnoult n'est jumelée avec aucune commune. 

## Population et société

### Démographie
L'évolution du nombre d'habitants est connue à travers les recensements de la population effectués dans la commune depuis 1793. Pour les communes de moins de 10 000 habitants, une enquête de recensement portant sur toute la population est réalisée tous les cinq ans, les populations de référence des années intermédiaires étant quant à elles estimées par interpolation ou extrapolation. Pour la commune, le premier recensement exhaustif entrant dans le cadre du nouveau dispositif a été réalisé en 2004.

En 2022, la commune comptait 1 793 habitants, en évolution de −1,16 % par rapport à 2016 (Charente-Maritime : +4,04 %, France hors Mayotte : +2,11 %).
| 1793 | 1800 | 1806 | 1821 | 1831  | 1836  | 1841  | 1846  | 1851  |
| ---- | ---- | ---- | ---- | ----- | ----- | ----- | ----- | ----- |
| 506  | 537  | 487  | 594  | 1 186 | 1 261 | 1 247 | 1 334 | 1 369 |

| 1856  | 1861  | 1866  | 1872  | 1876  | 1881  | 1886  | 1891  | 1896  |
| ----- | ----- | ----- | ----- | ----- | ----- | ----- | ----- | ----- |
| 1 307 | 1 410 | 1 417 | 1 440 | 1 400 | 1 382 | 1 360 | 1 406 | 1 431 |

| 1901  | 1906  | 1911  | 1921  | 1926  | 1931  | 1936  | 1946  | 1954  |
| ----- | ----- | ----- | ----- | ----- | ----- | ----- | ----- | ----- |
| 1 436 | 1 432 | 1 443 | 1 320 | 1 152 | 1 139 | 1 239 | 1 393 | 1 319 |

| 1962  | 1968  | 1975  | 1982  | 1990  | 1999  | 2004  | 2006  | 2009  |
| ----- | ----- | ----- | ----- | ----- | ----- | ----- | ----- | ----- |
| 1 230 | 1 295 | 1 341 | 1 362 | 1 385 | 1 743 | 1 798 | 1 831 | 1 716 |

| 2014  | 2019  | 2022  | - | - | - | - | - | - |
| ----- | ----- | ----- | - | - | - | - | - | - |
| 1 798 | 1 776 | 1 793 | - | - | - | - | - | - |

### Enseignement
- L'école communale René-Caillé, inaugurée en 1955, accueille une centaine d'élèves de la maternelle au CM2. Décidée par le conseil municipal du 20 janvier 1950, présidé par le maire Bernard Chambenoit, l'école a vu sa première pierre posée le 25 juillet 1954. L'architecte est Marcel Lods. En 2017, l'école a été rénovée.
- La Maison familiale rurale, fondée en 1964, propose des formations professionnelles dans le domaine des services à la personne, niveau CAP et Bac professionnel, en alternance[20].
- L'institution La Salle–Saint-Louis, établissement privé sous contrat d'association avec l'État, dispense un enseignement de la maternelle au lycée général et technologique (Baccalauréat séries L, S, ES et STMG) avec un taux de réussite de 100 % sur plusieurs années. Sa fondation date de 1889, lorsque les sœurs Ursulines du Sacré-Cœur de Jésus de Pons créèrent une école nommée « Le Couvent » sur la route de Saint-Savinien. En 1942, la direction de cette école libre de filles fut confiée aux sœurs de la Divine Providence. En 1980, l’établissement devint mixte en accueillant des garçons et, en 2009, la direction passa à la congrégation des Frères des écoles chrétiennes[21].
- Le séminaire Saint-Antoine de la Chaume a accueilli, de 1934, date de sa création par les Assomptionnistes pour y établir leur noviciat de la province de Bordeaux, jusqu'en 1968, 34 promotions de jeunes se préparant à la vie religieuse. Il occupait le site d'un manoir féodal du Xe siècle. En 1969, une communauté des sœurs de la Sagesse s'y est aussi installée. Elle a quitté les lieux en 2011[22] avant les pères assomptionnistes en 2012[23].

### Santé
- Maison de Santé Cœur de Saintonge : médecins généralistes, dentiste, infirmiers, orthophonistes, kinésithérapeutes, ergothérapeute.
- Cabinet d'infirmiers.
- Une pharmacie, une clinique vétérinaire et un commerce d'optique.

### Culture
- La Confrérie de la mojhette, créée en 2001 à l’initiative du docteur Meunier, a pour vocation de faire connaître et apprécier ce haricot, d’en faire la promotion au cours d’événements festifs et culturels, de faire en toute occasion la promotion des vallées de l’Arnoult, du Bruant et de sa région.
- La Pomme Glace de Pont l'Abbé, répandue autour de Pont l'Abbé d'Arnoult, importante zone maraîchère de Charente-Maritime dont le développement est lié à la richesse en tourbe des terres de la vallée de l'Arnoult. Épiderme jaune lavé de rouge sur le quart du fruit. Lenticelles peu nombreuses sans russeting. Fruit de table et à cuire.
- Le cinéma, animé par le comité des fêtes de la commune le jeudi tous les quinze jours ainsi qu'un festival du cinéma au printemps.
- Une bibliothèque municipale.

### Culte
Messe catholique tous les dimanches à 10 h 30 à l'église Saint-Pierre.

### Équipements sportifs
- Un stade d'honneur avec tribunes et un stade annexe.
- Appareils de musculation corporelle dans le jardin public
- Un gymnase
- Une salle multi activités
- Un dojo pour la pratique du judo
- Deux terrains de tennis extérieurs
- Table de ping-pong extérieure et terrain de boules.

### Économie
- Tissu économique majeur : 135 Commerces, Artisans et professions libérales le compose.
- Éditions Tabary

La société les Éditions Tabary est basée à Pont l'Abbé d'Arnoult. Créée par Jean Tabary en 1979 sous le nom des Éditions de la Séguinière, cette imprimerie édite Corinne et Jeannot, Grabadu et Gabaliouchtou, Iznogoud, Richard et Charlie, Totoche ou Valentin le vagabond.
- La Galette charentaise représentée par deux institutions au sein de la commune: la Goulebenéze, entreprise artisanale de fabrication de galettes, créée en 1936, dont la galette charentaise, de brioches, de broyés et de gâteaux moelleux. Ainsi que la Falconelle, entreprise familiale depuis 1903 qui a fait de la galette charentaise sa spécialité.

### Foires et marchés
- Un marché hebdomadaire a lieu tous les vendredis matin.
- Une foire mensuelle a lieu le troisième lundi de chaque mois en matinée.
- La foire de septembre met en avant la mojhette, variété du haricot produite sur les bords de l'Arnoult.

## Lieux et monuments

### La cité

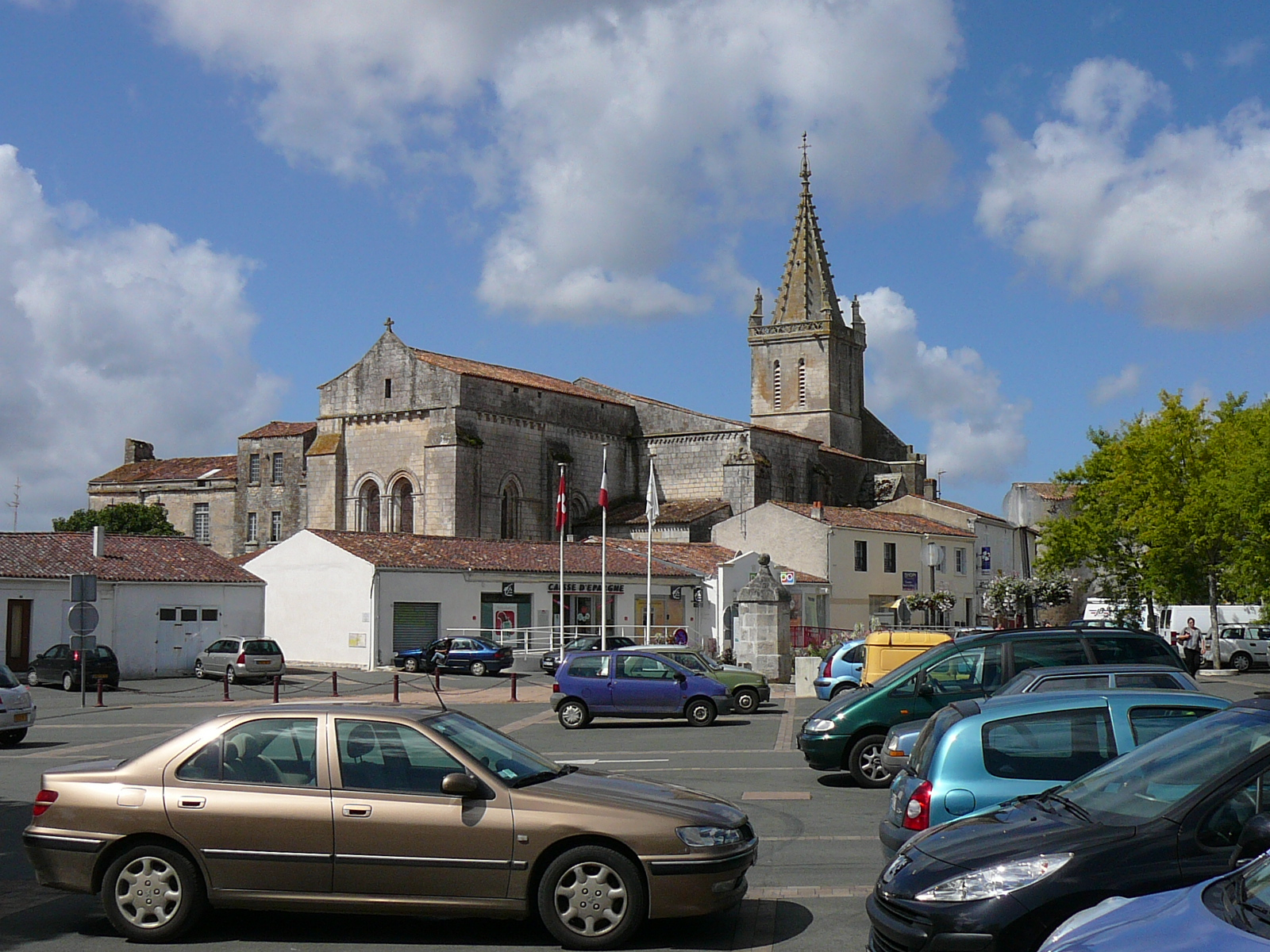
La place du Général de Gaulle avec l'église Saint-Pierre et le prieuré attenant.

À proximité du littoral atlantique et des grandes cités historiques d'Aunis - Saintonge, la cité de Pont-l'Abbé-d'Arnoult comprend une église romane, un porche, des douves et un prieuré du XIIe siècle ; une fontaine, un lavoir, la falaise des Cadorettes, le musée « Atelier de Xaintonge », les moulins, le marché couvert, les tombes de René Caillé, Victor Liotard et Jean Martin Bienassis.

### L'église Saint-Pierre
Une église du XIIe siècle fut construite par-dessus une plus ancienne, dont les assises en moellons du XIe siècle sont toujours visibles. Elle possède un très beau portail roman. Le clocher actuel, qui se dresse au-dessus de la façade, est surmonté d'une flèche gothique. Il a remplacé au début du XVIe siècle l'ancien qui se situait à la croisée du transept.
Après les guerres de Religion, les abbesses de Saintes se chargent de la restauration du monument : le bras sud du transept devient chapelle gothique communiquant avec le prieuré, une absidiole est greffée sur le bras nord. Le clocher carré porte une flèche octogonale de style gothique flamboyant et la cloche date de 1607.
L'église a été classée monument historique en 1887 et la cloche en 1908.

### Le porche
Il s'agit de deux tours cylindriques formant une porte de ville qui comportait une herse en fer fermant la ville. Il existait également des créneaux et des mâchicoulis qui ont été détruits : c'est donc aujourd'hui un bâtiment tronqué.

### Le prieuré
Il a subi au fil des années de nombreuses restaurations, mais son aspect actuel date des XVIe et XVIIe siècles.
Les vestiges des bâtiments comportent une porte et une tour de guet, restes des fortifications.

### Les moulins
Sur les vingt-et-un moulins que comptait le début du XXe siècle, seuls neuf ont résisté à la démolition. Parmi les moulins notables : 
- Moulin des Anglais : un des derniers moulins à vent construit dans la région, en 1854. C’est une simple tonnelle, les portes à jambage et linteaux droits sont sans moulure. La toiture ou calotte a été refaite récemment en lames de bois. Toute activité a cessé après la Seconde Guerre mondiale.
- Moulin du Fort : ainsi nommé en souvenir de l'ancien fort des Anglais, signalé par Claude Masse mais inscrit également sur la carte de Cassini fin XVIIIe siècle. Il est construit sur un tertre ; les portes sont à voûte plein-cintre. L'activité a cessé au début du XXe siècle.
- Moulin de la Garenne : moulin mentionné sur le plan de Claude Masse, ingénieur géographe du roi Louis XIV établi vers 1695-1720, ce qui permet de dire que sa construction est antérieure à la fin du XVIIe siècle. Les portes sont basses avec linteaux droits monolithiques.
- Moulin Noir : porte la date de 1664.
- Moulin Blanc : porte la date de 1606.

### Les douves
Pendant la guerre de Cent Ans, Pont-l'Abbé devient une place forte. Le village s'entoure de murailles et de douves sèches.
Trois portes sont également construites, ce qui permet le contrôle à l'accès au village.

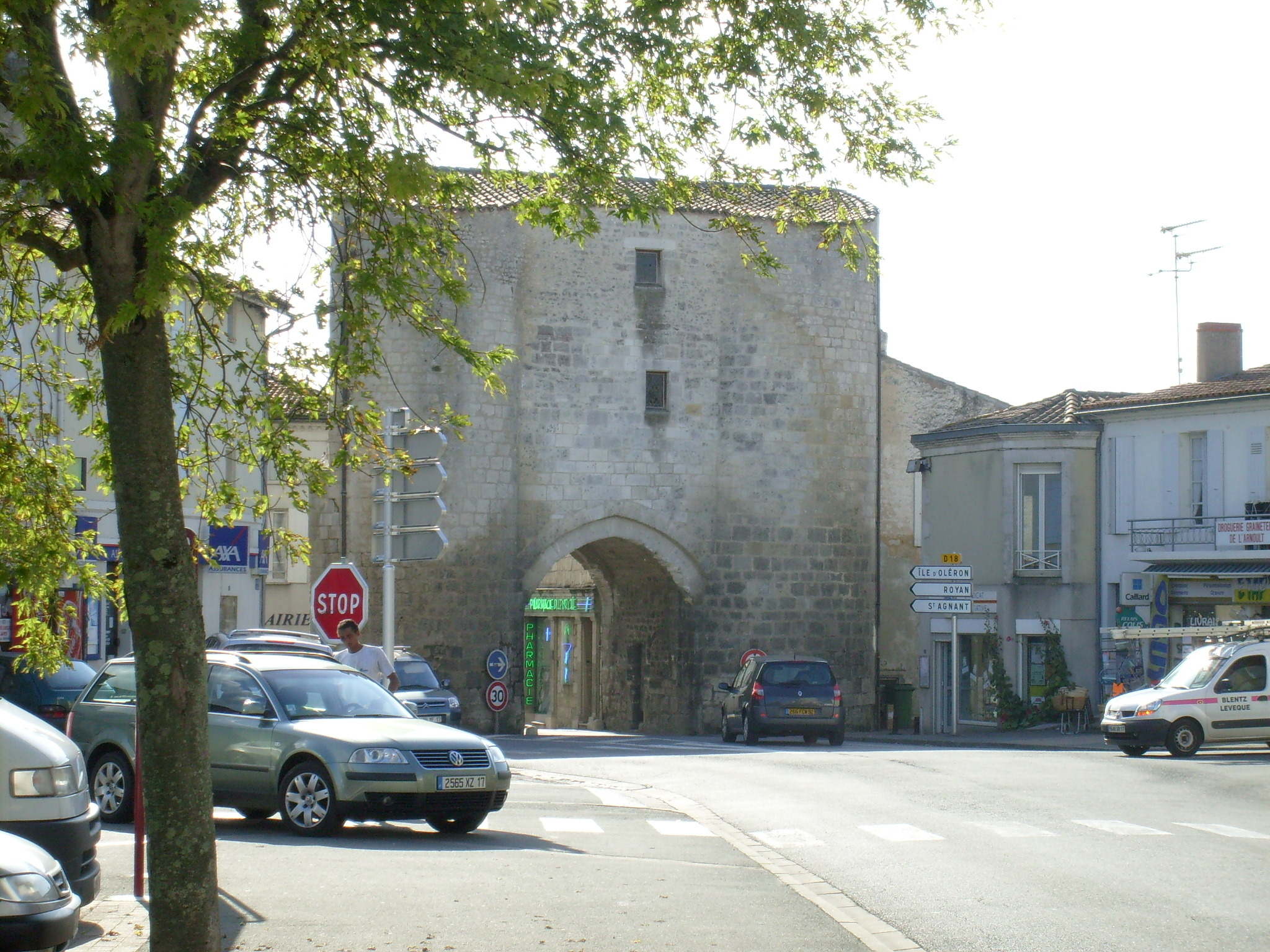
Le porche, vestige de l'ancienne porte de la ville.
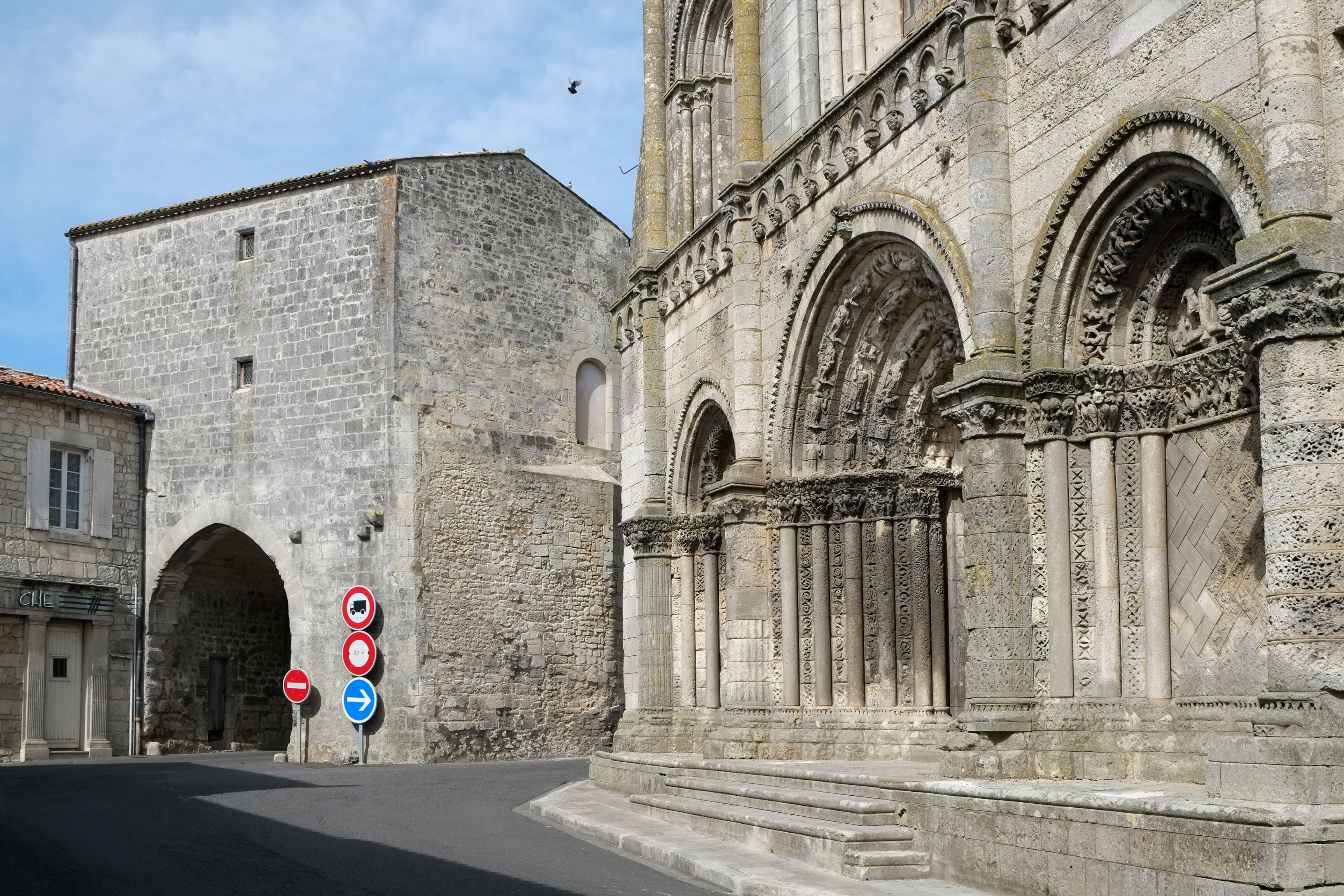
Le porche et l'église Saint-Pierre.
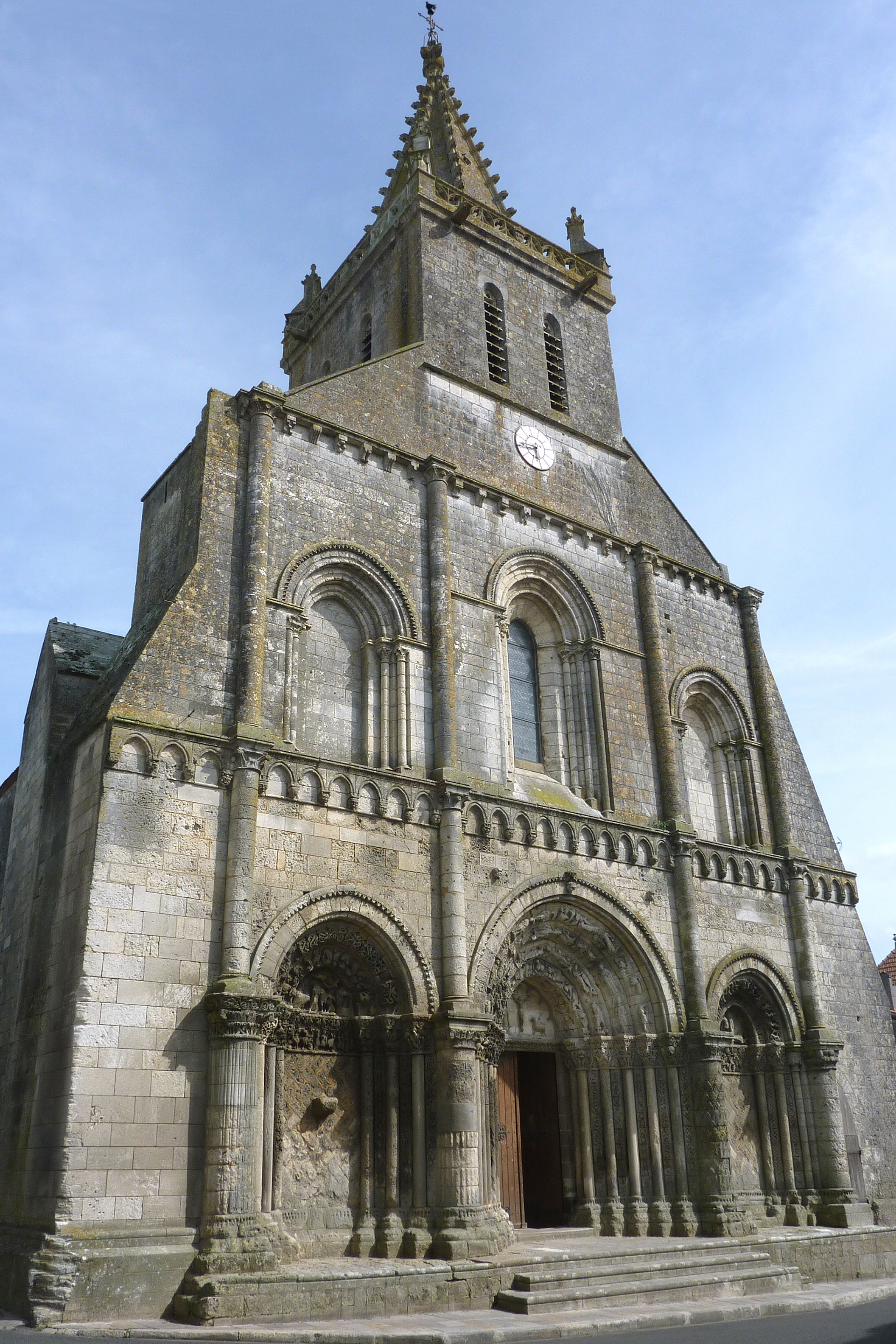
L'église Saint-Pierre.
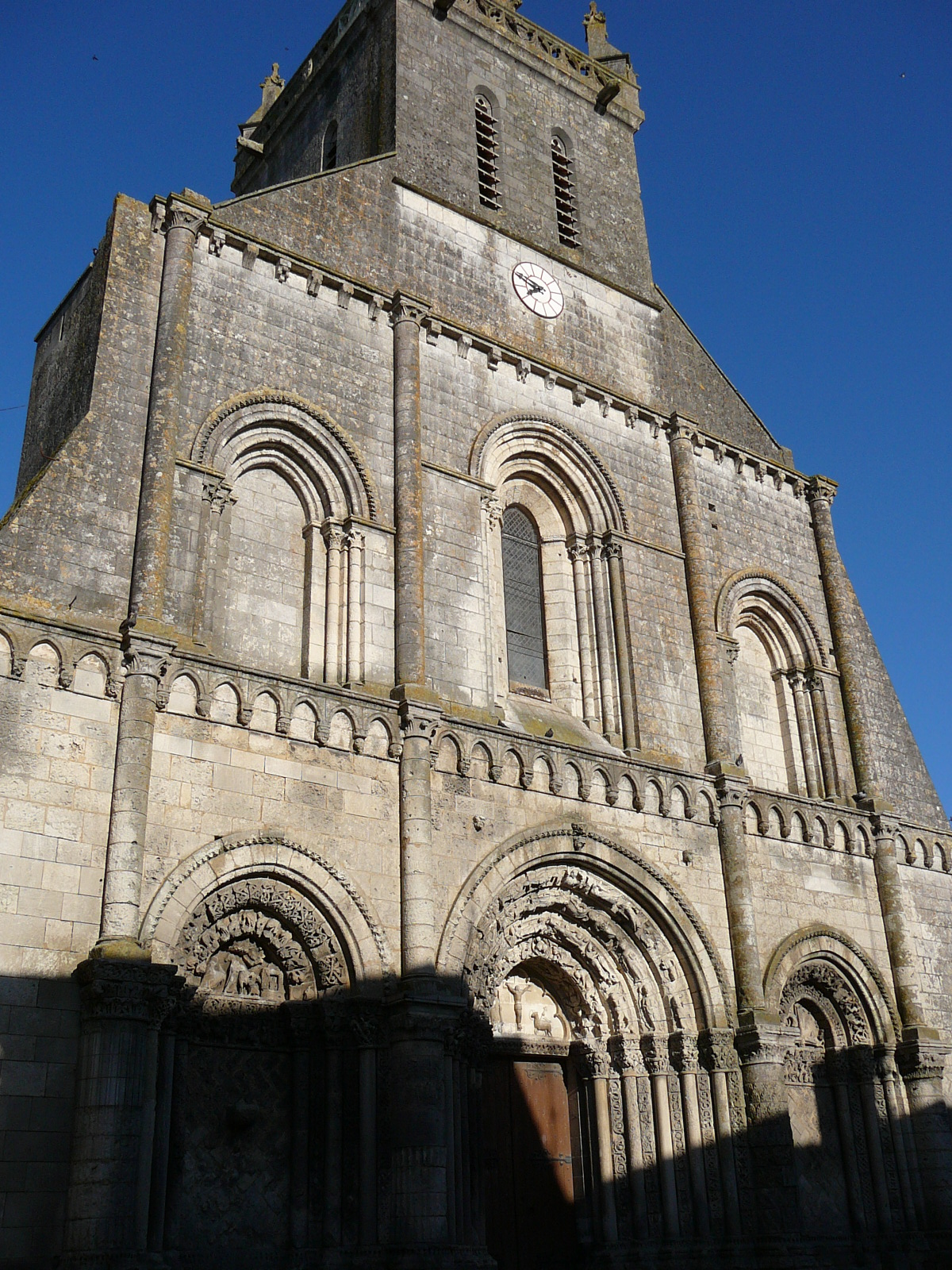
Façade de l'église Saint-Pierre.
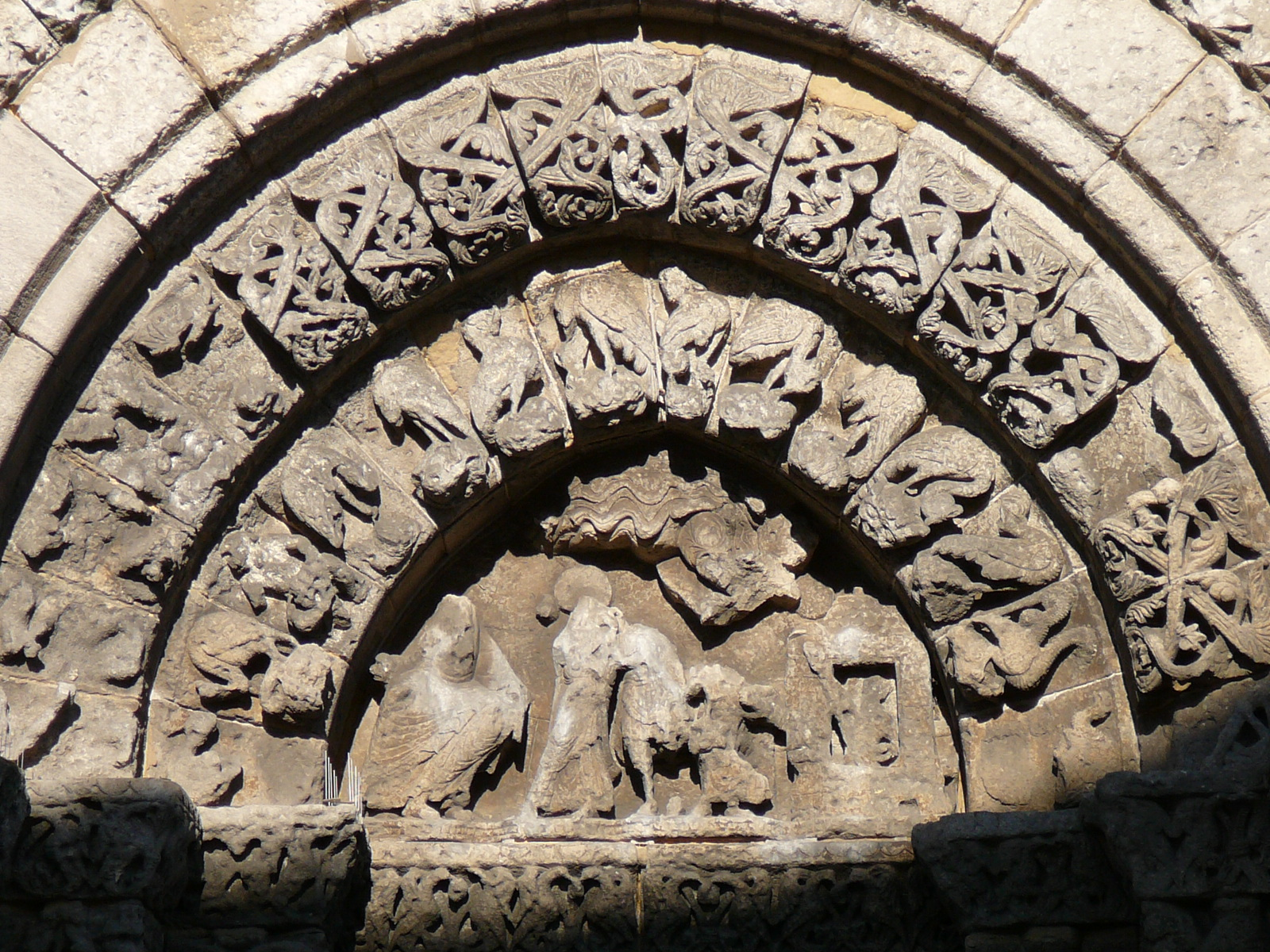
L'église Saint-Pierre, détail des voussures.
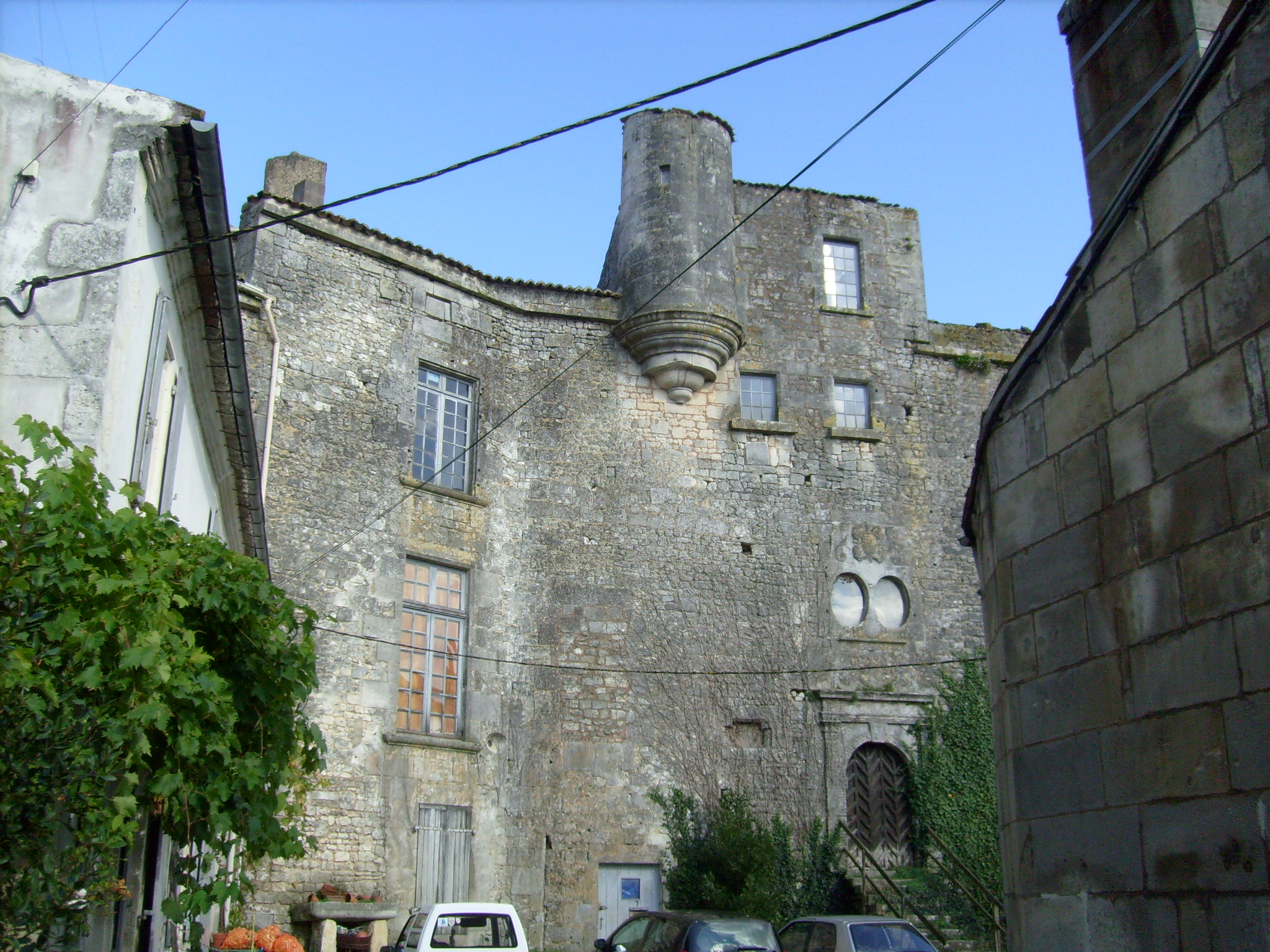
Le prieuré.
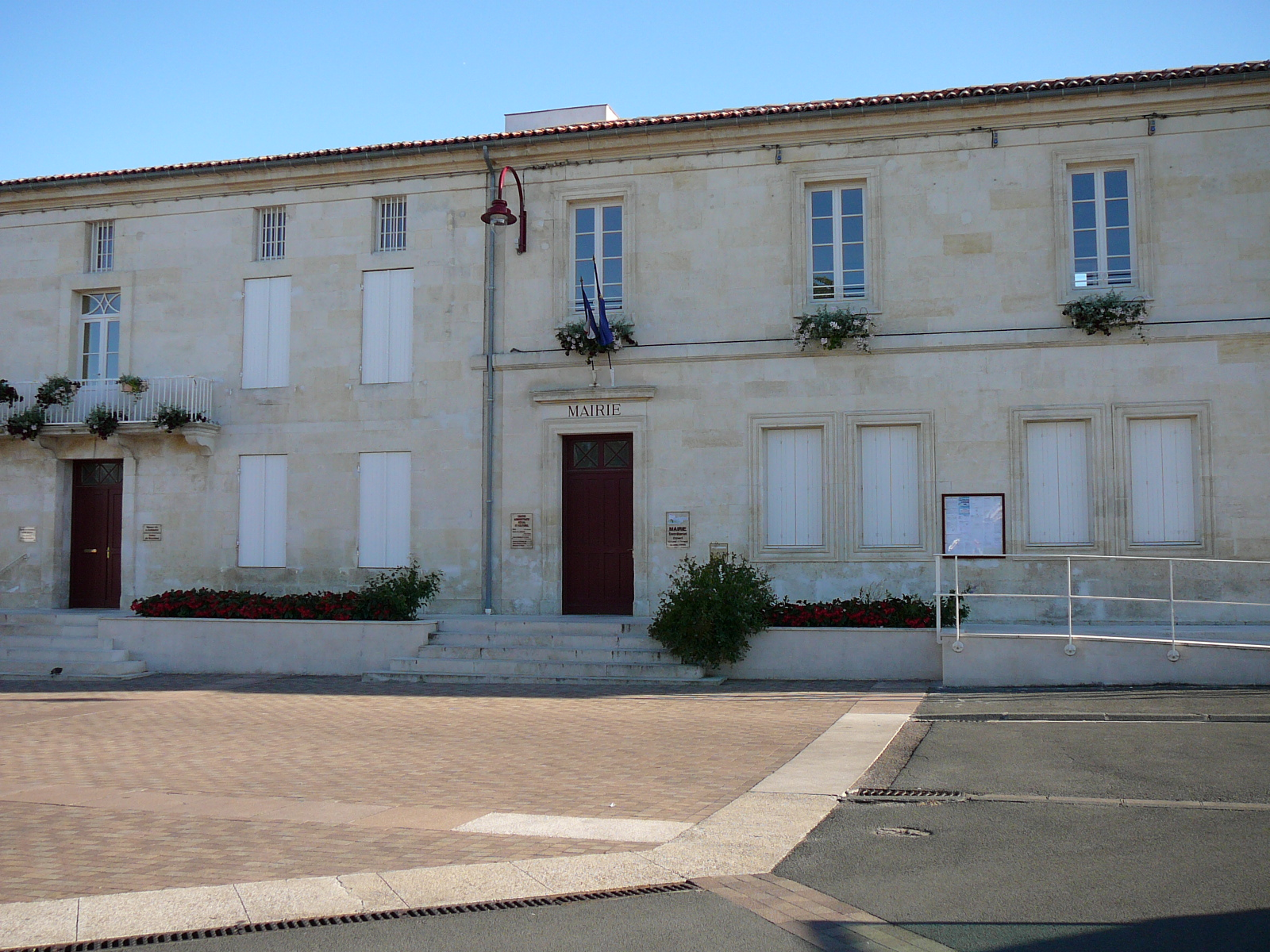
La mairie.
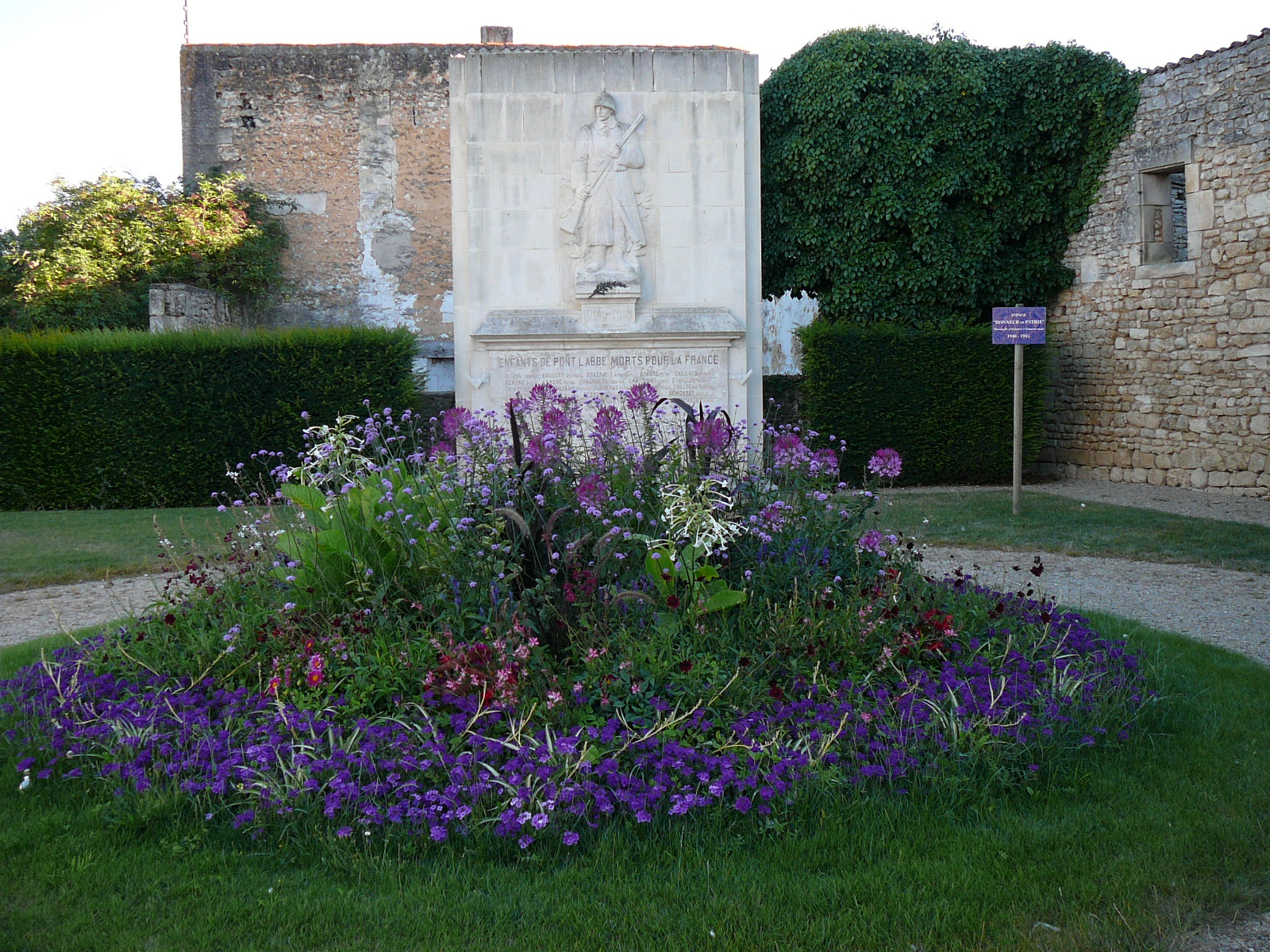
Le monument aux morts.
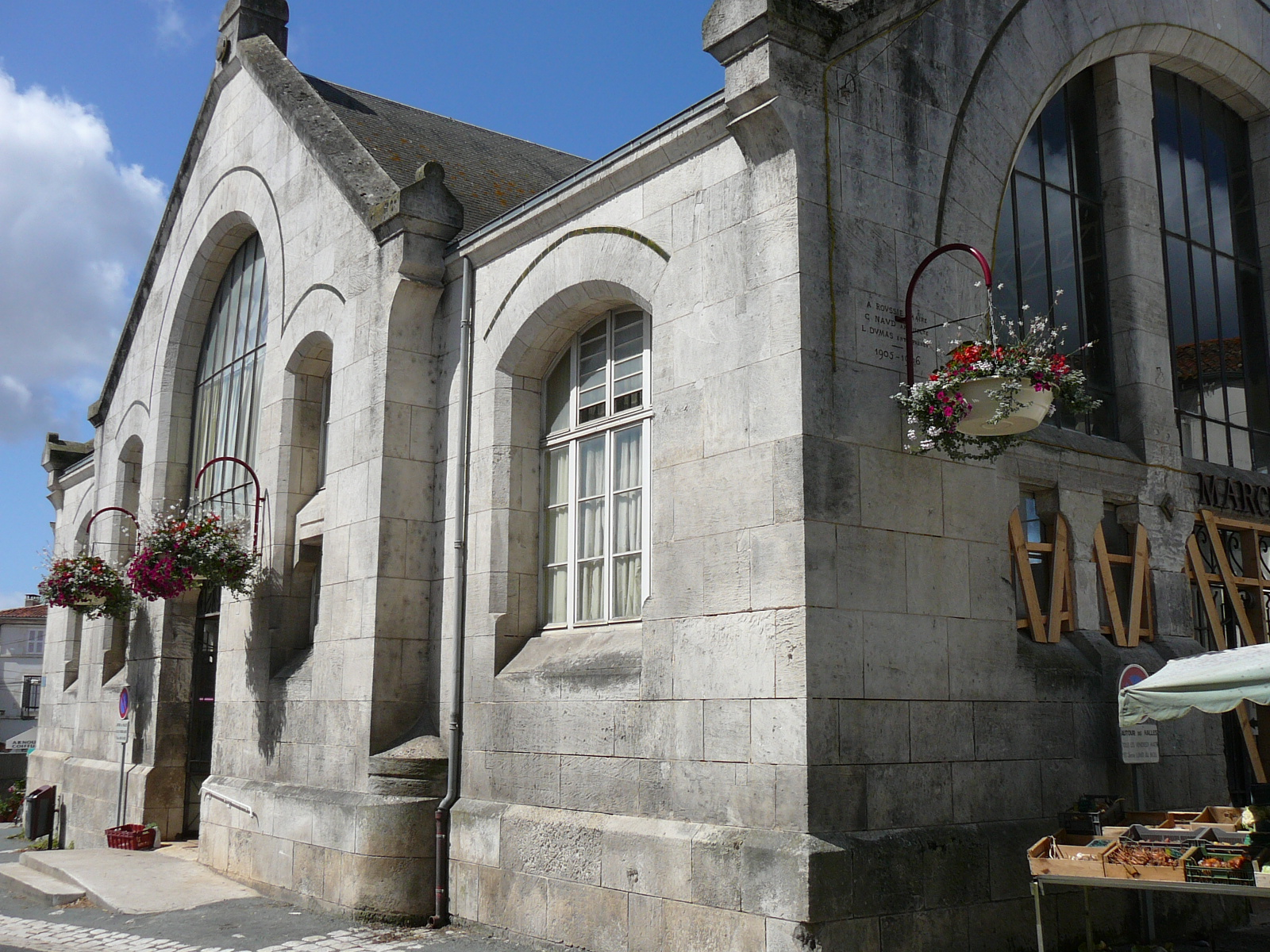
Le marché couvert.
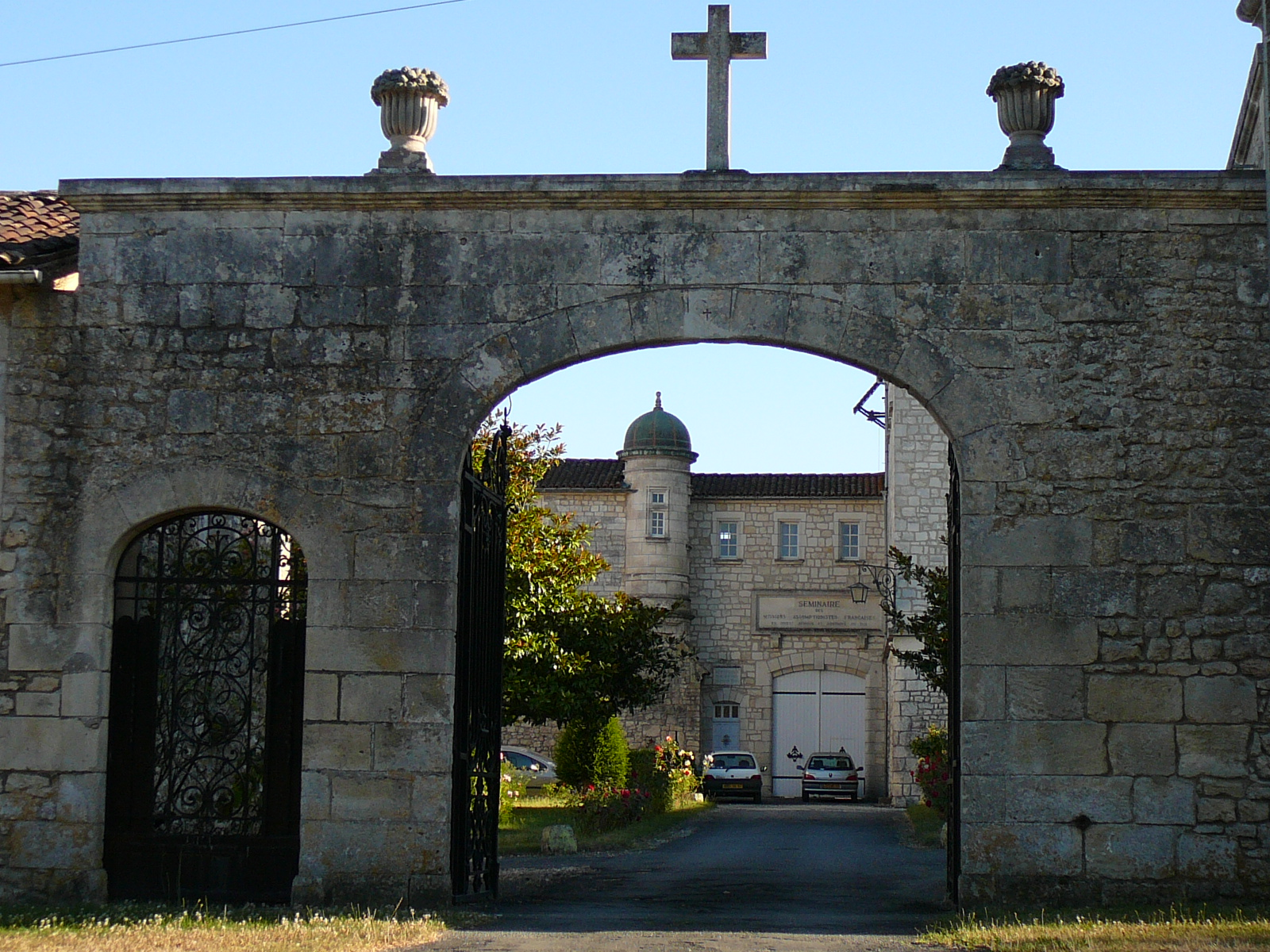
Porche d'entrée de la communauté religieuse de la Chaume.

## Personnalités liées à la commune
- René Caillié (1799-1838), explorateur qui a révélé Tombouctou en 1828, y est inhumé ;
- Victor Liotard (1858-1916), administrateur colonial et compagnon de Pierre Savorgnan de Brazza au Congo français, y est inhumé ;
- Jean Tabary (1930-2011), dessinateur et père d'Iznogoud et de Totoche, y est inhumé ;
- Violette Dorange (née en 2001), navigatrice, y a grandi.